# Cereme
Cereme (indonez. Gunung Cereme, także Ciremai) – czynny wulkan w zachodniej części Jawy w Indonezji; zaliczany do stratowulkanów. Wysokość 3078 m n.p.m.
Najsilniejsza odnotowana erupcja w 1698 roku, od tego czasu kilka słabszych, ostatnia w 1951 r.